# Chelonus brevicella
Chelonus brevicella är en stekelart som först beskrevs av Vladimir Ivanovich Tobias 1995.  Chelonus brevicella ingår i släktet Chelonus och familjen bracksteklar. Inga underarter finns listade i Catalogue of Life.